# NGC 3250B
NGC 3250B је спирална галаксија у сазвежђу Једра која се налази на NGC листи објеката дубоког неба.
Деклинација објекта је - 40° 26' 8" а ректасцензија 10h 27m 44,5s. Привидна величина (магнитуда) објекта NGC 3250 износи 12,9 а фотографска магнитуда 13,8. NGC 3250B је још познат и под ознакама ESO 317-29, MCG -7-22-9, AM 1025-401, IRAS 10255-4010, PGC 30775.